# Xiaomi Arena
Die Xiaomi Arena (lettisch Xiaomi Arēna) ist eine Mehrzweckhalle im Stadtteil Skanste (deutsch Schanze) im Norden der lettischen Hauptstadt Riga. Sie wurde 2006 eröffnet und wird hauptsächlich für Eishockey- und Basketballspiele genutzt.

## Geschichte
Die Arena wurde anlässlich der Eishockey-Weltmeisterschaft 2006, die in der Arena Riga und der Skonto-Halle stattfand, gebaut. Die Halle hat einen Unter- und Oberrang und bietet 11.000 Zuschauern Platz. Zwischen den beiden Rängen sind Logen und V.I.P.-Plätze eingerichtet. Seit der Weltmeisterschaft wird die Halle auch für Konzerte und als Konferenz- und Kongresszentrum verwendet.
Im Mai und Juni 2021 war die Arena Riga, neben dem Olympia-Sportzentrum Riga, Austragungsort der Eishockey-Weltmeisterschaft der Herren 2021. Da Russland die Eishockey-Weltmeisterschaft der Herren 2023, wegen des russischen Überfalls auf die Ukraine 2022, entzogen wurde, fand die WM, neben der Nokia-areena in Tampere, in der Arena Riga in Riga statt.
Die Basketball-EuroLeague verlegte das Spiel Anadolu Efes Istanbul gegen Maccabi Playtika Tel Aviv in der Saison 2023/24 aus Sicherheitsgründen in die Arena nach Riga. In der Saison 2024/25 fand die Partie Ende März 2025 wieder in Riga statt.
Ende Januar 2025 wurde ein Sponsorenvertrag über fünf Jahre mit dem chinesischen Elektronikhersteller Xiaomi abgeschlossen. Die Halle trägt seitdem den Namen Xiaomi Arena.

## Galerie

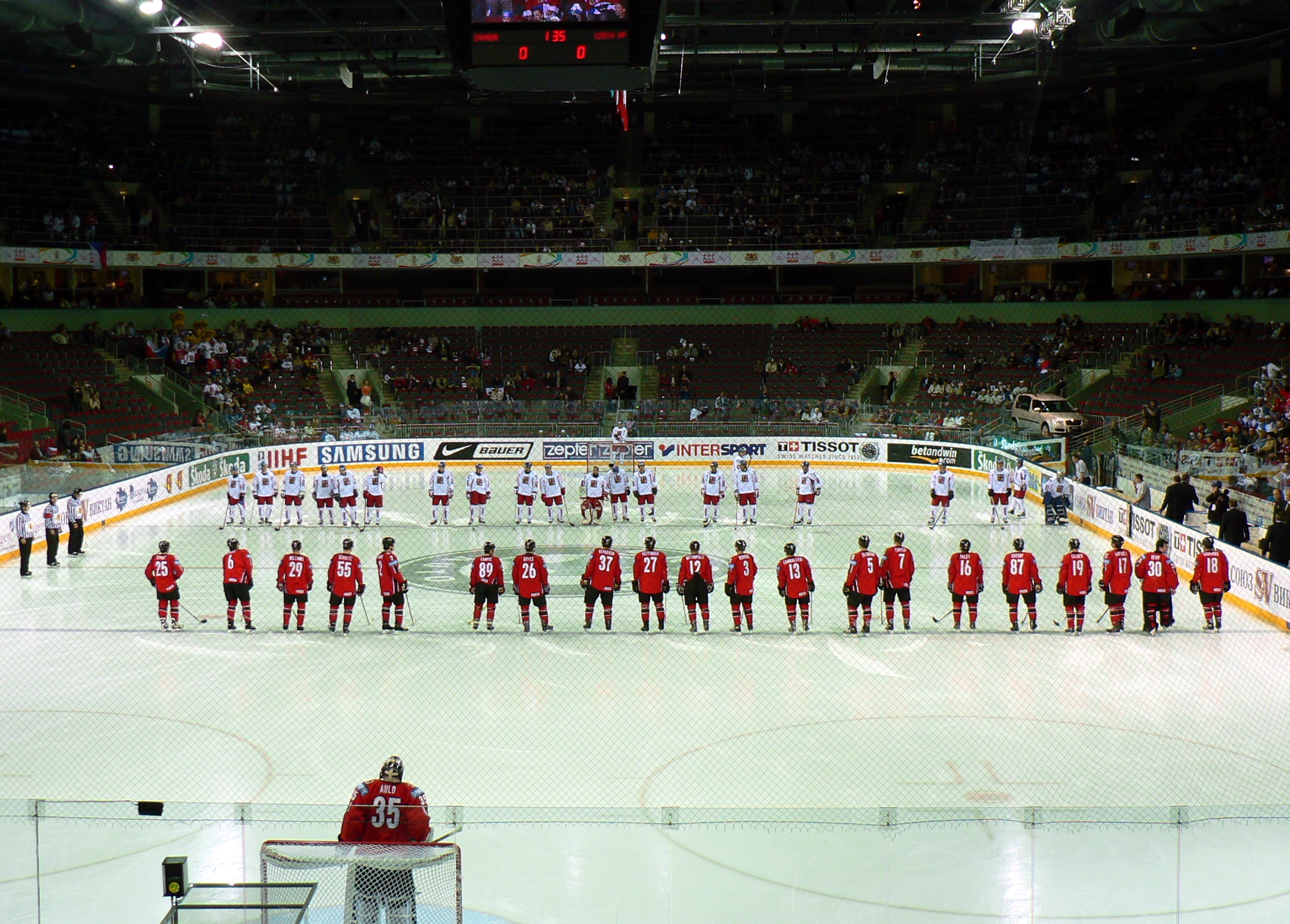
Spiel der Eishockey-WM 2006 zwischen Kanada und Tschechien am 14. Mai in der Arena
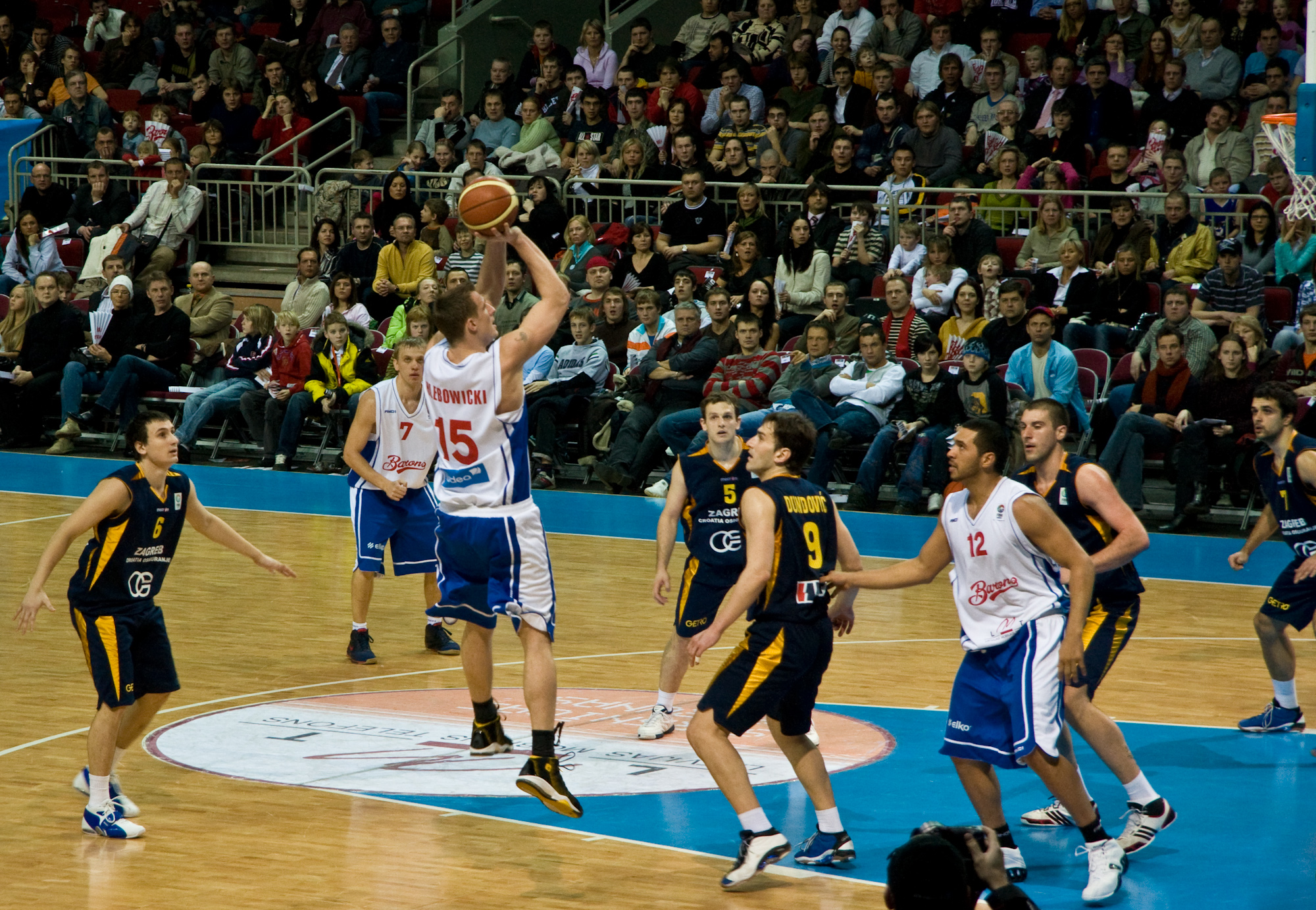
Basketballspiel BK Barons gegen KK Zagreb
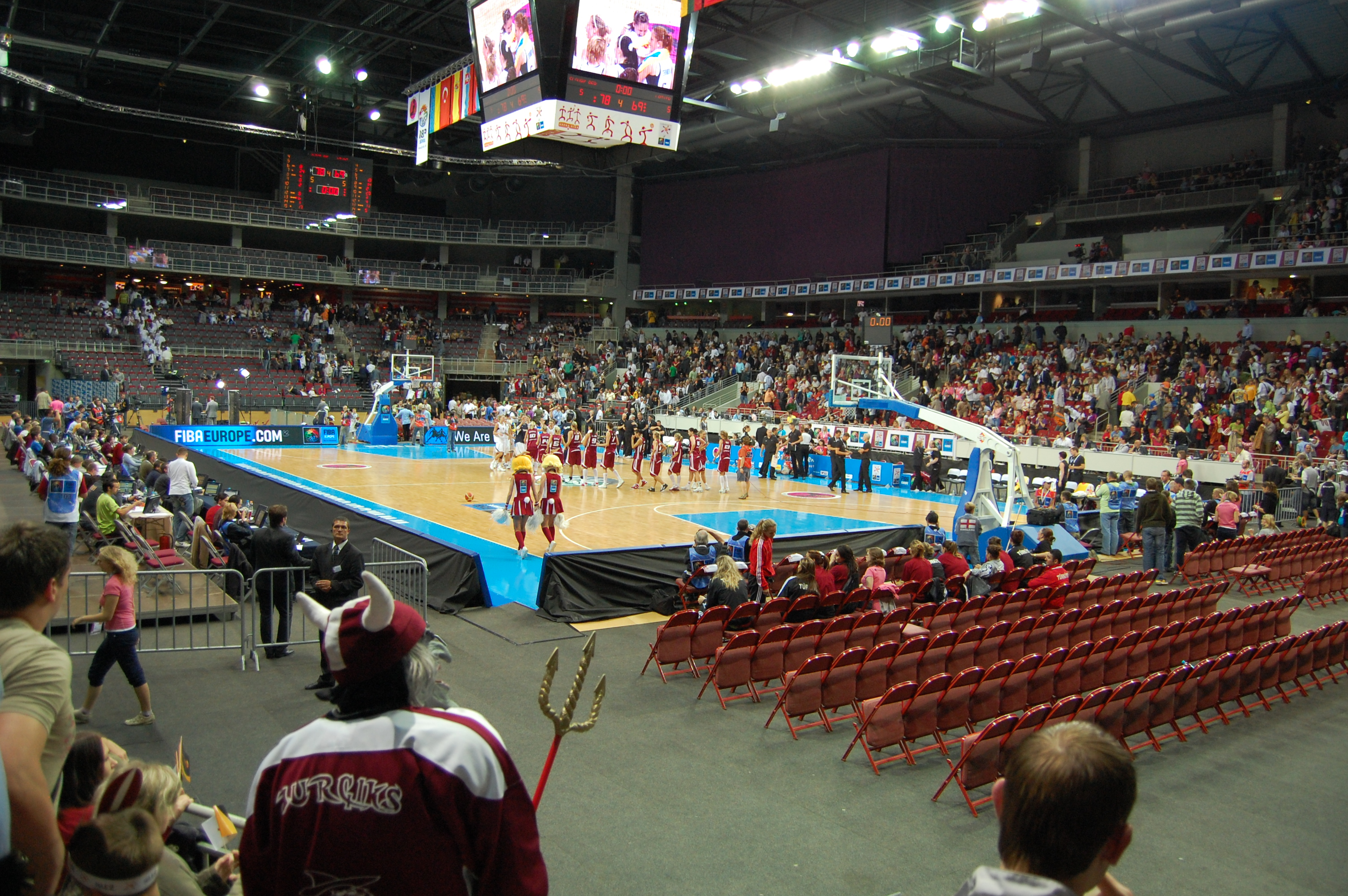
Basketball-Europameisterschaft der Damen 2009